# 望加锡收费公路
望加锡收费公路（印尼语：Jalan Tol Makassar）是印度尼西亚南苏拉威西省首府望加锡的一条收费高速公路，连接苏加诺·哈达港、A.P. Pettarani路、望加锡工业区和苏丹哈桑丁国际机场。高速路总长11.57公里，宽为2 x 2 x 3.5米。这意味着该高速为双向公路，每个方向都各有两条宽3.5米的车道。2008年9月26日，印尼前总统苏西洛·班邦·尤多约诺为望加锡收费公路主持启用仪式，建设工程则始于2007年5月。
2017年9月，望加锡市政府表示将在2018年把南北向的A.P. Pettarani路部分路段修建为高架收费高速，用以连接滨海区域和城市中心片区，建设路段共4.3千米，耗资2.5兆印尼盾。A.P. Pettarani路每天车流约6万量，高速建成将分担40%的车流，拥堵情况也会缓解。未来A.P. Pettarani路的高架道路将向南延伸到望加锡市和戈瓦县边界，而通往哈桑丁机场方向的收费高速将会延伸到马罗斯县。

## 资料来源
1. ↑  Budi Santoso. . SINDOnews.com. 2017-09-06  [2017-09-10]. （原始内容存档于2019-09-21）.
2. ↑  Sartika Marzuki. . rakyatku.com. 2017-09-04  [2017-09-10]. （原始内容存档于2019-09-22）.